# Бродин, Михаил Семёнович
Михаил Семёнович Бродин (укр. Михайло Семенович Бродин; 30 сентября 1931, Сивка-Войнилов, Польша — 8 ноября 2024) — советский и украинский физик, академик АН УССР, академик НАН Украины.

## Биография
Окончил Львовский национальный университет имени Ивана Франко (1953) и аспирантуру Института физики АН УССР, в котором впоследствии проработал большую часть жизни, был его директором, с 2006 года почётный директор. Заведующий отделом нелинейной оптики Института физики НАН Украины.
Академик Академии наук Украинской ССР (1982), академик Национальной академии наук Украины.
Умер 8 ноября 2024 года в возрасте 93 лет.

## Награды
- Ленинская премия (1966).
- Государственная премия УССР в области науки и техники (1974).
- Государственная премия СССР (1982).
- Государственная премия Украины в области науки и техники (1994).
- Орден «За заслуги» ІII степени (1999)[4].
- Орден «За заслуги» IІ степени (2008)[5].
- Орден «За заслуги» І степени (2012)[6].